# Gabriel Obertan
Gabriel Antoine Obertan (* 26. Februar 1989 in Pantin) ist ein französischer Fußballspieler. Der Mittelfeldspieler steht bei Charlotte Independence unter Vertrag.

## Karriere

### Verein
Obertan durchlief die Jugendabteilungen des Paris FC (2002–2003), Paris Saint-Germain (2003–2004) und Clairefontaine (2004–2005), ehe er im Sommer 2005 nach Bordeaux wechselte. Seit der Saison 2006/07 steht er im Profikader von Girondins Bordeaux. Sein erstes Spiel bestritt er am 30. September 2006, als er in der 76. Minute gegen FC Valenciennes eingewechselt wurde. Sein erstes Tor erzielte er am 22. April 2007 gegen AS Saint-Étienne. Zur Saison 2009/10 wechselte er zu Manchester United und erhielt einen Dreijahresvertrag. Mit der Mannschaft wurde er unter anderem 2011 englischer Meister. Im August 2011 verpflichtete Newcastle United Obertan. Er unterschrieb einen Fünfjahresvertrag bis zum 30. Juni 2016.
In der Wintertransferperiode 2018/19 wurde Obertan vom türkischen Erstligisten Erzurumspor FK verpflichtet.

### Nationalmannschaft
Obertan spielte für mehrere Nachwuchsnationalmannschaften Frankreichs. So absolvierte er zehn Spiele (ein Tor) für die U16- und zwölf Spiele (drei Tore) für die U17-Junioren. Bis 2010 spielte er für die U21-Auswahl.

## Erfolge
- Englischer Meister: 2011 mit Manchester United
- Französischer Ligapokalsieger: 2007 mit Girondins Bordeaux
- Französischer Vize-Meister: 2008 mit Girondins Bordeaux